# Akademie Sedan
Die Akademie Sedan (französisch: Académie de Sedan) war eine Hochschule, die im 16. und 17. Jahrhundert im nordfranzösischen Sedan bestand und große Bedeutung für die Ausbildung der Führungsschicht der Hugenotten hatte.

## Geschichte
Als Ergebnis des Ersten Hugenottenkrieges war 1563 das teilweise unabhängige Fürstentum Sedan an der Nordgrenze Frankreichs entstanden, das von reformierten Fürsten regiert wurde. 1579 gründete Françoise de Bourbon, die Witwe des ersten Fürsten Henri-Robert de La Marck, dort eine Höhere Schule, zunächst als Collège de Sedan bezeichnet. Henri de La Tour d’Auvergne, duc de Bouillon, der 1591 die Herrschaft im Fürstentum übernahm, baute die Schule durch die Berufung von auswärtigen Gelehrten zu einer Akademie nach dem Vorbild der von Johannes Calvin gegründeten Akademie Genf aus. Der Anspruch war, eine den Universitäten entsprechende Ausbildung an mehreren Fakultäten anzubieten. Neben Lehrstühlen für das philosophische Vorstudium und die Theologie, dem Hauptzweck der Akademie, wurden deshalb auch zwei Professuren für Rechtswissenschaft eingerichtet. Auf das päpstliche Privileg, das für die Führung der Bezeichnung Universität Voraussetzung gewesen wäre, wurde allerdings verzichtet.
1601 unterstützte die Nationalsynode der Reformierten Kirche von Frankreich in Gergeau die Erhebung zur Akademie. Obwohl das Fürstentum erst 1642 wieder nach Frankreich eingegliedert wurde, war die Akademie seitdem eine der wichtigsten Ausbildungsstätten für die Pfarrer der Reformierten Kirche von Frankreich. 
Seit den 1660er Jahren in zunehmender Bedrängnis durch die römisch-katholischen Herrscher, wurde die Akademie am 9. Juli 1681 auf Befehl von König Ludwig XIV. geschlossen. Die Schließung war ein Vorbote des Edikts von Fontainebleau, mit dem der König 1685 die Reformierte Kirche in Frankreich verbot und ihre Anhänger für rechtlos erklärte.

## Berühmte Dozenten
- 1576–1579 Immanuel Tremellius (Hebräisch)
- 159500000 Julius Pacius de Beriga (Logik)
- 1602–1619 Daniel Tilenus (Theologie)
- 1602–1624 Jacques Cappel (Hebräisch, Theologie)
- 1611–1619 Andrew Melville (Theologie)
- 1613–1616 Albertus Arnoldus van Hutten (Hebräisch)
- 1621–1658 Pierre Du Moulin (Theologie)
- 1625–1636 Samuel Maresius (Theologie)
- 1674–1681 Pierre Jurieu (Hebräisch, Theologie)
- 1675–1681 Pierre Bayle (Philosophie)

## Berühmte Studierende
- Samuel Bochart
- Abraham de Moivre
- Charles Drelincourt der Ältere
- Friedrich V. (Pfalz)
- Joachim Sigismund von Brandenburg
- Johann VII. (Nassau-Siegen)
- Ludwig Philipp (Pfalz-Simmern)
- Nicolaus Prick